# Capitale Nirgua
Pour les articles homonymes, voir Nirgua.
Capitale Nirgua est l'une des trois divisions territoriales de la municipalité de Nirgua dans l'État d'Yaracuy au Venezuela. À des fins statistiques, l'Institut national de la statistique du Venezuela a créé le terme de « parroquia capital », ici traduit par le terme « capitale » qui correspond au territoire où se trouve le chef-lieu de la municipalité afin de couvrir ce vide spatial, qui, selon la loi sur la division politique territoriale publiée dans le Journal officiel de l'État « n'attribue pas de hiérarchie politique territoriale, ni de description de ses limites respectives ». Ce territoire s'articule autour de Nirgua, chef-lieu de la municipalité.

## Géographie

### Démographie
Hormis Nirgua, ville autour de laquelle s'articule la division territoriale et statistique, cette dernière possède de nombreuses localités disséminées dans les collines au sud parmi dont les plus importantes sont :
- Charay
- El Chorro
- Guayabal
- Nirgua
- Nuare
- Paracajito
- San Vicente